# Castelo Balnagown

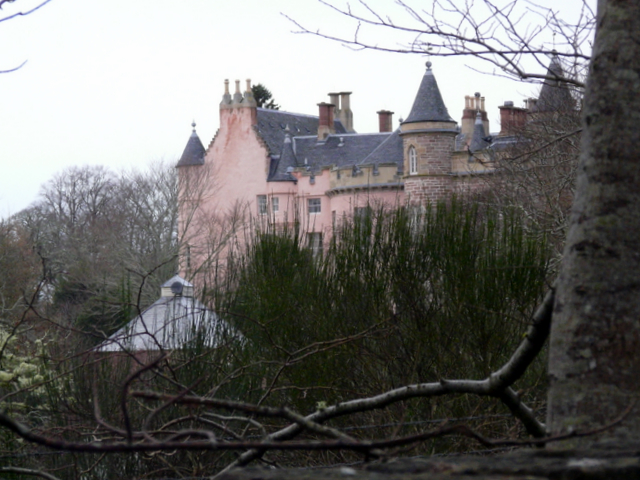
Castelo Balnagown, Escócia.

O Castelo Balnagown (em língua inglesa Balnagown Castle) é um castelo localizado em  Kildary, Escócia.
O castelo foi protegido na categoria B do listed building, em 25 de março de 1971.